# Haindl’sche Stiftungshäuser

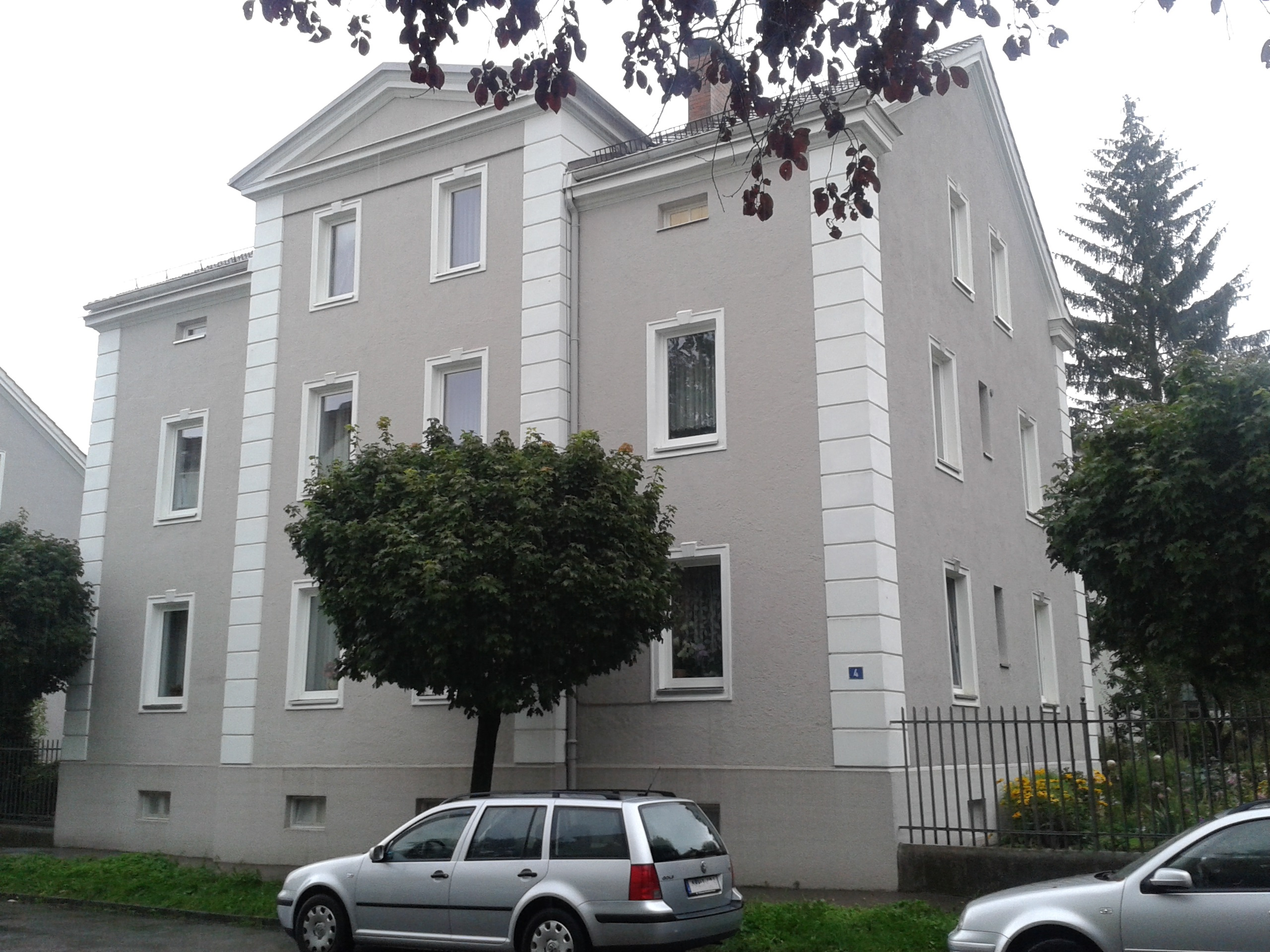
Außenansicht

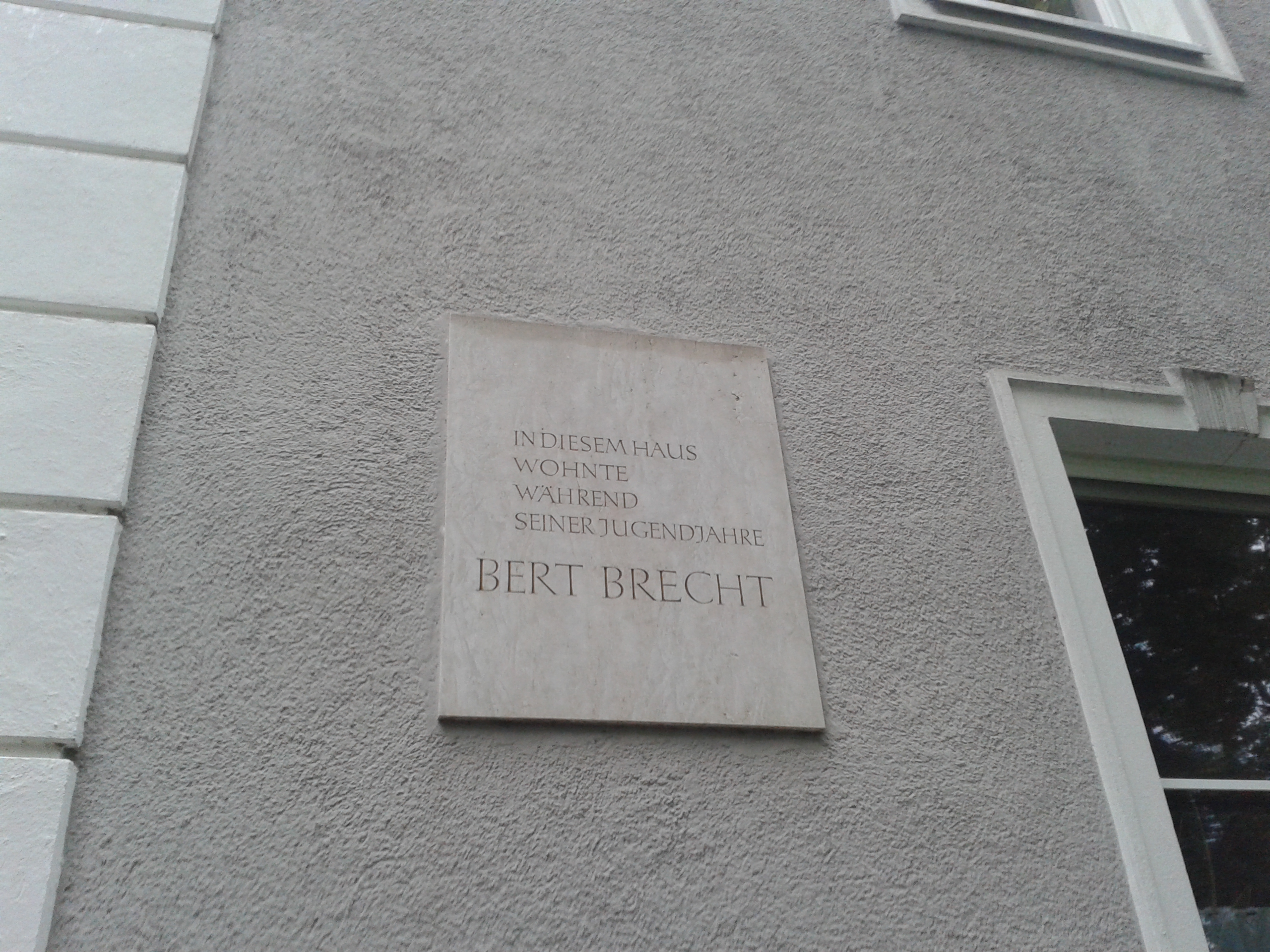
Gedenktafel zu Bert Brecht

Die Haindl’schen Stiftungshäuser bildeten eine kleine Werkssiedlung in Augsburg, die den Arbeitern und Angestellten der Haindl’schen Papierfabriken (heute Teil der UPM-Kymmene) als Unterkunft diente. Sie bestand aus vier Mehrfamilienhäusern, die im Jahre 1880 unweit der Fabrik auf dem Gelände der ehemaligen klauckeschen Weißbleiche vor dem Oblatterwall gebaut wurden.
Die Wohngebäude, entworfen von Stadtbaurat Leybold, wurden in offener Bauweise angeordnet und zeigen sich als zweigeschossige Putzbauten, mit Zwerchgiebeln. Auf der Gebäuderückseite befanden sich kleine Nutzgärten. Mit ihrem Aussehen unterschieden sie sich vom schmucklosen Baustil anderer Werkssiedlungen in Augsburg.
Bekannt wurden die Stiftungshäuser, die bis heute in voller Zahl erhalten geblieben sind, durch Bertolt Brecht. Brechts Vater, Berthold Friedrich Brecht, war Prokurist bei der Firma Haindl und bewohnte mit seiner Familie das vorderste der vier Stiftungshäuser.
Die vier Häuser befinden sich zusammen mit drei weiteren Wohngebäuden an der Bert-Brecht-Straße in der Hand der 1932 gegründeten Georg-und-Elise-Haindl’schen Stiftung. Bei den Mietern handelt es sich überwiegend um ehemalige Mitarbeiter der Papierfabrik Haindl.